# Comtat de Gove (Kansas)
El comtat de Gove (en anglès: Gove County) és un comtat a l'estat nord-americà de Kansas. En el cens del 2000 el comtat tenia 3.068 habitants. La seu del comtat és Gove City. El comtat fou fundat l'11 de març de 1868 i fou anomenat en honor de Grenville L. Gove.

## Geografia
Segons l'Oficina del Cens, el comtat té una àrea total de 2.775 km² (1.071 sq mi), de la qual 0,01% és aigua.

### Comtats adjacents
- Comtat de Sheridan (nord)
- Comtat de Graham (nord-est)
- Comtat de Trego (est)
- Comtat de Ness (sud-est)
- de Lane (sud)
- Comtat de Scott (sud-oest)
- Comtat de Logan (oest)
- Comtat de Thomas (nord-oest)

## Demografia
En el cens del 2000, hi havia 3.068 persones, 1.245 llars i 861 famílies residint al comtat. La densitat poblacional era de 2,9 persones per milla quadrada (1,1/km²). El 2000 hi havia 1.423 unitats d'habitatge amb una densitat d'1,3 per milla quadrada (0,5/km²). La demografia del comtat era de 97,95% blancs, 0,10% afroamericans, 0,16% amerindis, 0,10% asiàtics, 0,72% d'altres races i 0,98% de dues o més races. 1,24% de la població era d'origen hispà o llatí de qualsevol raça.
La renda mitjana per a una llar del comtat era de 33.510 $ i l'ingrés mitjà per a una família era de 40.438 $. El 2000 els homes tenien un ingrés mitjà de 26.863 $ versus 21.357 $ per a les dones. La renda per capita per al comtat era de 17.852 $ i el 10,30% de la població estava baix el llindar de pobresa nacional.

## Ciutats i pobles
- Gove City
- Grainfield
- Grinnell
- Oakley
- Park
- Quinter